# Макс Брюнс
Макс Брюнс (нід. Max Bruns; нар. 6 листопада 2002, Алмело) — нідерландський футболіст, захисник клубу «Твенте».

## Клубна кар'єра
Почав займатися футболом у команді «МВВ 29», а в 12-річному віці приєднався до академії клубу «Твенте». 6 лютого 2021 року дебютував в основному складі «Твенте» в матчі Ередивізі проти ПСВ, вийшовши на заміну Хуліо Плегесуело. 10 лютого того ж року підписав з клубом свій перший професіональний контракт до літа 2023 року.
25 серпня 2022 року в матчі кваліфікації Ліги конференцій УЄФА проти італійської «Фіорентіни» дебютував у єврокубках. В сезоні 2023–24 провів за «Твенте» 17 поєдинків, допомігши команді фінішувати на 3-му місці і вибороти право грати в кваліфікації Ліги чемпіонів УЄФА.
26 січня 2024 року продовжив контракт з «Твенте» до літа 2026 року з опцією продовження ще на один рік.

## Кар'єра в збірній
У березні 2024 року вперше викликаний в збірну Нідерландів до 21 року, за яку дебютував 21 березня в матчі проти збірної Норвегії.

## Статистика виступів
Станом на 10 серпня 2025 
| Клуб              | Сезон             | Чемпіонат         | Чемпіонат | Чемпіонат | Кубок | Кубок | Єврокубки | Єврокубки | Інші  | Інші | Всього | Всього |
| Клуб              | Сезон             | Дивізіон          | Матчі     | Голи      | Матчі | Голи  | Матчі     | Голи      | Матчі | Голи | Матчі  | Голи   |
| ----------------- | ----------------- | ----------------- | --------- | --------- | ----- | ----- | --------- | --------- | ----- | ---- | ------ | ------ |
| Твенте            | 2020–21           | Ередивізі         | 1         | 0         | 0     | 0     | —         | —         | —     | —    | 1      | 0      |
| Твенте            | 2021–22           | Ередивізі         | 3         | 0         | 0     | 0     | —         | —         | —     | —    | 3      | 0      |
| Твенте            | 2022–23           | Ередивізі         | 9         | 0         | 2     | 0     | 1         | 0         | —     | —    | 12     | 0      |
| Твенте            | 2023–24           | Ередивізі         | 12        | 0         | 1     | 0     | 4         | 0         | —     | —    | 17     | 0      |
| Твенте            | 2024–25           | Ередивізі         | 23        | 0         | 0     | 0     | 7         | 0         | –     | –    | 30     | 0      |
| Твенте            | 2025–26           | Ередивізі         | 1         | 0         | 0     | 0     | 0         | 0         | –     | –    | 1      | 0      |
| Всього за кар'єру | Всього за кар'єру | Всього за кар'єру | 49        | 0         | 3     | 0     | 12        | 0         | 0     | 0    | 64     | 0      |

1. 1 2  Матчі в Лізі конференцій УЄФА
2. ↑  Матчі в Лізі Європи УЄФА